# لا اسپرانزا (نورته د سانتاندر)
لا اسپرانزا (انگلیسی: La Esperanza, Norte de Santander) نام شهری در کشور کلمبیا است.